# Tessera sanitaria
La tessera sanitaria è un documento personale, che incorpora nella parte frontale il codice fiscale, è rilasciato a tutti i cittadini aventi diritto alle prestazioni del Servizio sanitario nazionale (SSN). Sul retro della tessera, se l'assistito ne ha diritto, è stampata la tessera europea di assicurazione malattia.
La tessera sanitaria può anche fungere da carta nazionale dei servizi. 

## Introduzione
Venne introdotta in base all'articolo 50 del decreto-legge 30 settembre 2003, n. 269, convertito, con modificazioni, dalla legge 24 novembre 2003, n. 326, con l'obiettivo di migliorare il SSN attraverso il controllo della spesa e delle prestazioni e per ottimizzare la fruizione e l'erogazione dei servizi sanitari ai cittadini. In base a tale decreto, i parametri della tessera sono definiti con d.m. del Ministero dell'economia e delle finanze, adottato di concerto con il Ministero della salute e con la Presidenza del Consiglio dei ministri.
La distribuzione delle tessere è cominciata a partire dal 1º gennaio 2004 a tutti i soggetti già titolari di codice fiscale nonché ai soggetti ai quali lo stesso sia attribuito d'ufficio. Ha sostituito i vecchi tesserini del codice fiscale, ma non il libretto sanitario.
Dal 4 dicembre 2024 è possibile scaricare patente di guida italiana, tessera sanitaria e carta europea della disabilità direttamente sul proprio smartphone con la funzionalità "Documenti su IO" del portafoglio digitale IT Wallet.

## Caratteristiche
La tessera sanitaria assume quindi la duplice veste di sostitutivo del tesserino di codice fiscale, da utilizzare in tutti i casi nei quali occorra esibire il codice fiscale stesso, e di strumento di accesso alle prestazioni del Servizio Sanitario Nazionale".
La consegna della tessera avviene a cura del Ministero dell'Economia e delle Finanze, in collaborazione con l'Agenzia delle entrate.

### Dati riportati
- Dati anagrafici;
- Codice fiscale sia su banda magnetica sia in formato codice a barre;
- attesta il diritto all'assistenza sanitaria sull'intero territorio nazionale;
- se convalidata sul retro con i dati TEAM, attesta il diritto alle prestazioni sanitarie urgenti o necessarie, anche se continuative, negli altri Paesi dell'Unione europea[3];
- ha una validità massima di 6 anni;[4]
- alcune tessere hanno il microchip contenente un certificato elettronico che consente il riconoscimento certo dell’identità del cittadino in rete

Materialmente consiste in una tessera di plastica con dimensioni e consistenza identiche a una carta bancomat. Sono impressi frontalmente il codice fiscale, la data di scadenza e i dati anagrafici. Completano il fronte tre caratteri braille a 6 punti per consentire ai non vedenti di distinguere tessere simili: i primi due caratteri corrispondono al quarto e quinto carattere del codice fiscale (prime due lettere del campo dedicato al "nome"), il terzo carattere riporta l'ultimo carattere del codice fiscale (lettera/numero di controllo).
Sul retro invece sono riportati: il codice fiscale in formato codice a barre, la banda magnetica dell'assistito, la dicitura "tessera europea di assicurazione malattia" e la sigla di identificazione dello Stato che rilascia la tessera (codice ISO 3166-1). In prossimità della scadenza, l'Agenzia delle entrate provvede automaticamente a inviare la nuova tessera a tutti i soggetti per i quali non sia decaduto il diritto all'assistenza sanitaria. Alla scadenza, tuttavia ha valore come tesserino di codice fiscale.

### Il codice a barre
La simbologia utilizzata è Code 39 detto anche Alfa 39.
Nelle carte distribuite nella prima serie dalla Regione Lombardia era utilizzato il Code 128 più compatto del Code 39.
Alcune tessere sono state emesse con il codice a barre non centrato nello spazio bianco stabilito, i lettori di codice a barre hanno quindi difficoltà a rilevarlo ma è possibile poggiare un foglietto bianco o rosso prima o dopo la sequenza delle barre scure in modo da aumentare lo spazio chiaro necessario al lettore.

## Spese farmaceutiche
Dal 1º gennaio 2008 è entrata in vigore la normativa che impone l'obbligo di emissione dello "scontrino fiscale parlante" per la certificazione dell'acquisto dei farmaci da utilizzare ai fini della detrazione Irpef. Sullo scontrino è riportata la quantità e tipologia di farmaci acquistati, oltre al codice fiscale del cliente. È necessario, al momento dell'acquisto la tessera sanitaria personale o il proprio codice fiscale.

## Carta Nazionale/Regionale dei Servizi (CNS/CRS)

### Lombardia
Fino al 2013, i cittadini della regione Lombardia ricevevano una CRS, dotata, oltre che di banda magnetica, anche di chip.
Differiva esteticamente dalla tessera sanitaria per: colori (tonalità del giallo/arancione); grafica utilizzata; disposizione dei testi; assenza dei tre caratteri in braille a 6 punti per non vedenti.
Tramite apposito lettore di card, la CRS permetteva di accedere online ai servizi erogati dalla pubblica amministrazione.
La CRS sostituiva appieno il libretto sanitario.
A partire dalla fine di settembre 2013, alla scadenza della carta regionale dei servizi (CRS), viene recapitata una nuova carta che non è più una CRS di colore giallo, bensì una tessera sanitaria (TS) – carta nazionale dei servizi (CNS) di colore blu.
Il cambiamento della veste grafica è dovuto al fatto che la carta regionale dei servizi della Regione Lombardia si è uniformata alla tessera sanitaria – carta nazionale dei servizi in progressiva diffusione su tutto il territorio nazionale.
Regione Lombardia aveva infatti preso atto che il livello tecnologico raggiunto dalla tessera sanitaria – carta nazionale dei Servizi (TS–CNS) era sostanzialmente analogo a quello raggiunto a suo tempo dalla Carta Regionale dei Servizi (CRS), decidendo così, in accordo con il Ministero dell'Economia e delle Finanze, di far convergere la tessera sanitaria regionale (CRS) verso la tessera sanitaria nazionale che oggi è associata alla Carta Nazionale dei Servizi (TS–CNS). Tale accordo ha consentito inoltre di risparmiare i costi dell'emissione e della distribuzione delle tessere, che sono ora sostenuti dagli enti centrali.
A parte le differenze nei colori e nella grafica, nulla è cambiato dal punto di vista delle funzionalità: con la nuova TS–CNS rimangono inalterate le modalità di accesso a tutti i servizi on line, come quelli della sanità lombarda (consultazione e prenotazione di visite ed esami, cambio del medico curante ecc.) e off line, come quelli messi a disposizione dalle amministrazioni locali.
Per accedere con la TS–CNS ai servizi sanitari on line sono infatti disponibili gli stessi canali previste per la CRS. In pratica:
- 1) smart card e PIN ovvero la modalità tradizionale, quella della CRS;
- 2) browser e password,  nonché codice "usa e getta" (ricevuto via SMS durante la login al sistema).

### Trentino-Alto Adige
Anche in Trentino-Alto Adige è stata introdotta la tessera sanitaria dotata di chip per accedere ai servizi online offerti dalla pubblica amministrazione provinciale. Per attivare la tessera e ricevere il lettore è necessario recarsi presso il proprio comune, che provvederà a spedire il PIN per e-mail e per SMS. In questa regione la particolarità è costituita dal fatto che le tessere sono erogate dalle singole provincie autonome.

### Friuli-Venezia Giulia
Dalla prima emissione della tessera sanitaria, la Regione Autonoma Friuli-Venezia Giulia le ha attribuito funzioni di carta nazionale dei servizi. La Regione prevede l'invio a tutti i cittadini che ne fanno richiesta del lettore di smart card per l'utilizzo online della CRS. La CRS permette l'uso dei servizi online quali la consultazione dei dati sanitari online, informazioni e servizi sul servizio mensa per gli studenti di Trieste ed altri servizi a carattere regionale.

### Toscana
La Regione Toscana ha adottato, dal 2009, una carta sanitaria elettronica che è anche una Carta Nazionale dei Servizi, possiede cioè un microchip che consente di immagazzinare dati e di accedere a particolari servizi erogati dalla pubblica amministrazione attraverso internet. Per accedere a questi servizi è necessario possedere un lettore che le amministrazioni locali hanno distribuito alla popolazione ad un costo contenuto (4,20 €). Sulla carta compare, oltre alla dicitura TS (tessera sanitaria), la scritta carta regionale dei servizi.

### Calabria
La regione Calabria ha iniziato l'invio della Tessera dotata di chip; sarà utilizzabile, però, solo in futuro, come dichiarato dal presidente della regione Calabria Giuseppe Scopelliti che comunica in una lettera allegata alla stessa:
"... La carta, dotata di un microchip che la abilita a svolgere funzioni di CNS per l'accesso via internet a pubblici servizi, sia nazionale che regionali, di cui sarà data successiva informazione...".

### Emilia Romagna
Dalla fine del 2011 è iniziata la distribuzione della Carta regionale dei servizi (CRS). La carta è valida fin da subito come:
- Tessera di iscrizione al Servizio sanitario per le prescrizioni mediche di farmaci, visite, esami, ricoveri ecc...
- Tessera Europea di Assicurazione Malattia per l’assistenza sanitaria in caso di soggiorno nei paesi dell’Unione europea
- Tessera del proprio Codice Fiscale

Ritirati i propri codici di riconoscimento, può essere utilizzata anche per accedere a servizi on-line offerti dal Servizio sanitario regionale dell’Emilia-Romagna quali il Fascicolo sanitario elettronico e la prenotazione di visite ed esami specialistici on-line.

### Veneto
La regione Veneto utilizza una Tessera dotata di microchip che l'abilita a svolgere funzioni di CNS per l'accesso via internet a pubblici servizi, sia nazionale che regionali.